# Campo del Cielo
Le Campo del Cielo est un groupe de météorites trouvées en Argentine. Couvrant une superficie de plusieurs dizaines de km², la zone d'impact (également nommée Campo del Cielo) est criblée d'une vingtaine de cratères créés par la fragmentation d'une même météorite il y a 4 000 à 5 000 ans. Ces cratères et ces fragments métalliques sont mentionnés depuis 1576, mais sont connus des habitants de la région depuis plus longtemps.
La masse totale des fragments récupérés dépasse 100 t, faisant du Campo del Cielo l'une des plus grosses météorites trouvées à la surface de la Terre. Le plus grand morceau, pesant 37 t, est la deuxième plus grosse météorite connue, après la météorite d'Hoba.

## Région d'impact
Les fragments météoriques ont percuté une région située à la frontière des provinces du Chaco et de Santiago del Estero en Argentine, à un millier de km au nord-ouest de Buenos Aires. Le sol de cet endroit est argilo-limoneux et contient de nombreux sédiments dus à l'érosion des Andes. Le champ de cratères couvre une zone de 3 km sur 20 et contient au moins 20 cratères, le plus grand mesurant 115 mètres de long sur 91 mètres de large, avec une profondeur en son centre de 2 mètres. Le cratère le plus profond a une profondeur de 5 mètres. Au moins deux des cratères possèdent des milliers de petits fragments métalliques. La zone couverte par des fragments plus petits s'étend encore au-delà, sur 60 km.

## Caractéristiques physiques

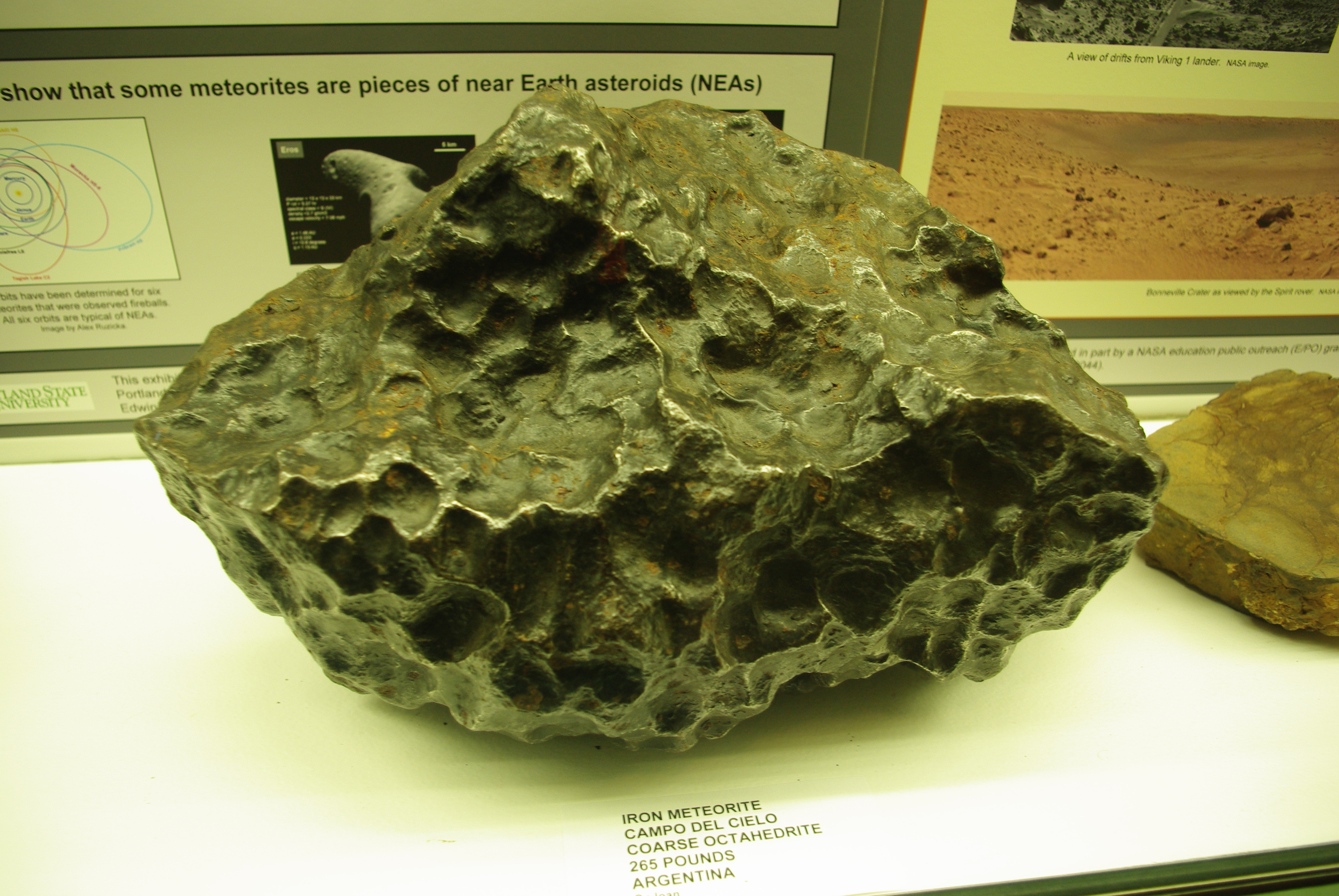
120 kg, Rice Northwest Museum of Rocks and Minerals

La distribution inhabituelle des fragments suggère que le corps météorique initial s'est fragmenté après être entré dans l'atmosphère terrestre, mais avant d'atteindre le sol. On estime que ce corps mesurait au moins 4 m de diamètre.
Les fragments contiennent une densité d'inclusions anormalement élevée pour une météorite ferreuse, ce qui pourrait avoir facilité sa désintégration. Des échantillons de charbon de bois ont été prélevés sous certains fragments afin de réaliser une datation par le carbone 14 ; les résultats indiquent que l'impact s'est produit il y a entre 4 200 et 4 700 ans.
La composition moyenne des fragments est de 92,64 % Fe, 6,67 % Ni, 0,43 % Co, 0,25 % P, 87 ppm Ga, 407 ppm Ge et 3,6 ppm Ir,.

## Fragments
Le tableau suivant récapitule les principaux fragments de la météorite Campo del Cielo,,,,
| Nom                                      | Masse (tonnes) | Date de découverte      |
| ---------------------------------------- | -------------- | ----------------------- |
| El Meson de Fierro, ou Otumpa (disparue) | >15            | 1576                    |
| Runa Pocito, ou Otumpa                   | >0,8           | 1803                    |
| El Toba                                  | 4,21           | 1923                    |
| El Hacha                                 | 0,025          | 1924                    |
| El Mocovi                                | 0,732          | 1925                    |
| El Tonocote                              | 0,85           | 1931                    |
| El Abipon                                | 0,46           | 1936                    |
| El Mataco                                | 1              | 1937                    |
| El Taco                                  | 2              | 1962                    |
| La Perdida                               | 1,53           | 1967                    |
| Las Viboras                              | 3,12           | 1967                    |
| El Chaco                                 | 37             | 1969 (extraite en 1980) |
| Tañigó II (disparue)                     | >10            | 1997                    |
| La Sopresa                               | 15             | 2005                    |
| El Wichí, ou Meteorito Santiagueño       | 7,85           | 2006                    |
| Non nommée                               | ~30            | 2016                    |

## Histoire

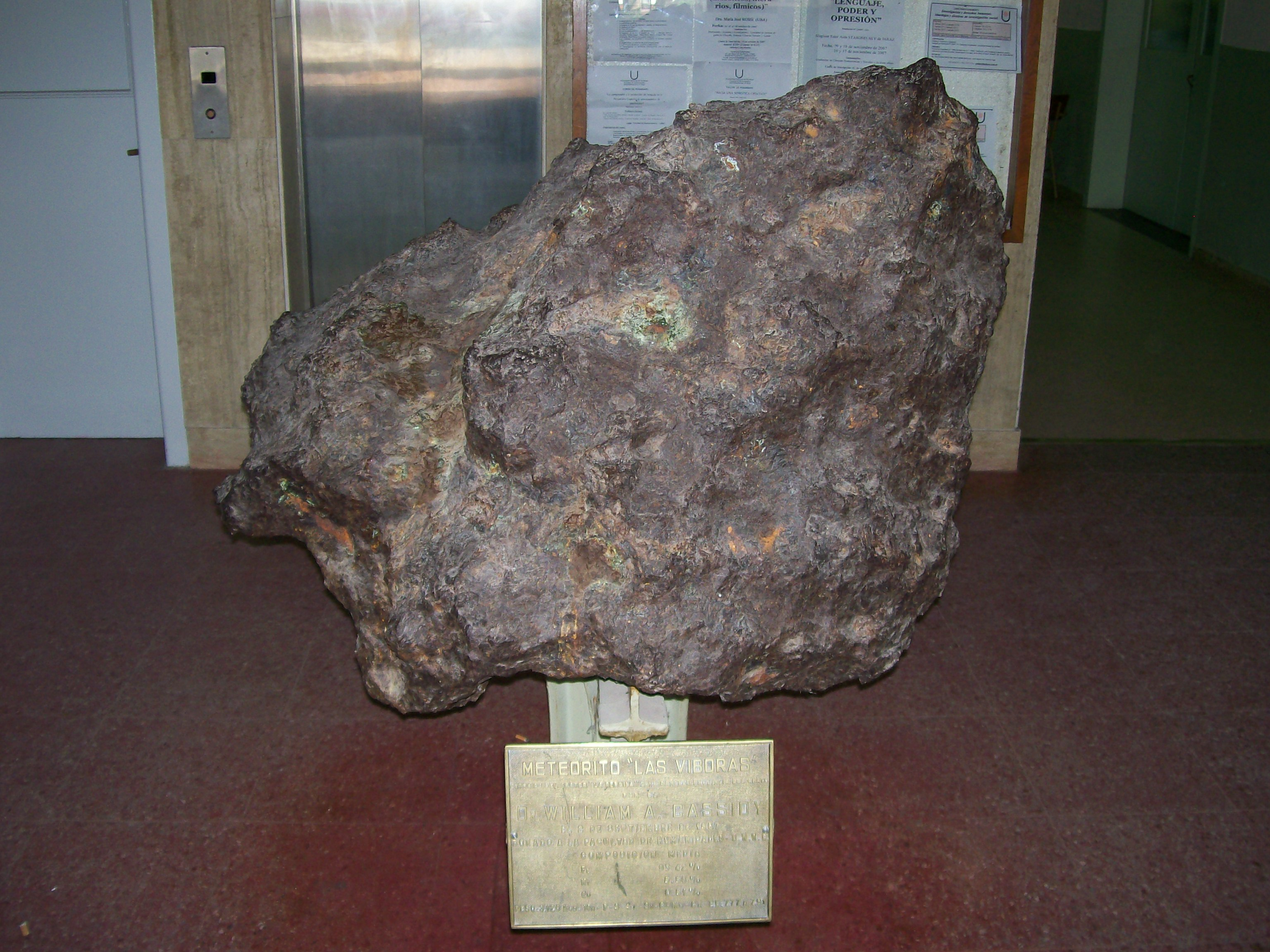
Fragment « Las Víboras », exposé à l'Universidad Nacional del Nordeste (Chaco, Argentine).

Les premières mentions écrites de la météorite remontent à 1576. Le gouverneur d'une province du nord de l'Argentine (alors colonie espagnole) commissionne l'armée pour rechercher une grande masse de fer, que les Indiens utilisent pour leurs armes. Ceux-ci prétendent que cette masse est tombée du ciel dans un endroit qu'ils appellent Piguem Nonralta, traduit par les Espagnols en Campo del Cielo (« Champ du Ciel »). L'expédition militaire trouve une grande masse de métal sortant du sol. Elle suppose qu'il s'agit d'un filon métallique et rapporte quelques échantillons, décrits comme d'une pureté inhabituelle. Le gouverneur documente l'expédition et dépose le rapport dans les Archives générales des Indes à Séville où il est rapidement oublié. Les rapports ultérieurs sur la région ne font que répéter les légendes indiennes.
Suivant ces légendes, don Bartolome Francisco de Maguna redécouvre la masse de fer en 1774 et la nomme el Meson de Fierro (« la Table de Fer »). Maguna pense qu'il s'agit du sommet d'un filon de fer. L'expédition suivante, conduite par Rubin de Celis en 1783, utilise des explosifs pour dégager le sol autour de la masse et trouve qu'il s'agit vraisemblablement d'une pierre unique. Celis estime sa masse à 15 tonnes, la tient pour sans valeur et l'abandonne. Lui-même ne pense pas que la pierre soit tombée du ciel et suppose qu'elle a été formée par une éruption volcanique. Toutefois, il envoie des échantillons à la Royal Society de Londres et publie son rapport dans les Philosophical Transactions of the Royal Society. Ces échantillons sont analysés ; contenant 90 % de fer et 10 % de nickel, on leur désigne une origine météorique.
Par la suite, de nombreux fragments sont trouvés dans la région, leur masse allant de quelques milligrammes à 34 tonnes. Une masse d'une tonne, Otumpa, est localisée en 1803. Découpée, sa partie la plus importante (634 kg) est amenée à Buenos Aires en 1813, et donnée ensuite au British Museum. Le plus gros fragment, d'une masse de 37 tonnes, est localisé en 1969 à une profondeur de 5 m par un détecteur de métal. Nommé El Chaco, il s'agit du plus gros morceau de météorite connu après la météorite d'Hoba (60 tonnes). La somme totale des fragments de Campo del Cielo dépasse cependant 60 tonnes de très loin, en faisant la plus grosse météorite jamais retrouvée sur Terre.